# Thorvald Eriksson
Thorvald Eriksson, (nórdico antiguo: Þorvaldr Eiríksson) (n. 972)  hijo de Erik el Rojo, siguió a su hermano Leif Eriksson en el descubrimiento de Vinland, que en nórdico antiguo e islandés significa "tierra de viñas". Es considerado el primer europeo en tener contacto con amerindios, como también el primer europeo en morir en continente americano. Murió tras un enfrentamiento contra los skrælings (denominación genérica de los escandinavos para los aborígenes).
El viaje de Leif Eriksson se discutió mucho en Brattahlíð y Thorvald pensaba que Vinland no había sido suficientemente explorada. Leif ofreció su propio barco para un nuevo viaje y su hermano acepta. Con una tripulación de treinta hombres, Thorvald llegó a Vinland donde Leif previamente había establecido un campamento; permanecieron todo el invierno viviendo de la pesca. 
Hacia la primavera, Thorvald explora el oeste, no encontraron signos de que la región estuviera habitada a excepción de restos de maíz esparcido; regresaron al campamento para el siguiente invierno.
Al verano siguiente Thorvald explora el este y norte de su campamento. En un punto los exploradores desembarcaron en una zona forestal que parecía placentera. 
Thorvald dijo:

Esto es hermoso, y aquí me gustaría levantar mi hacienda.

Después se dirigieron a la nave, y vio sobre la arena un promontorio de tres alturas, y fue allí, y vio que tres barcos cubiertos de piel (canoas), y tres hombres en cada uno. Luego divide a su gente, y capturó a todos ellos, excepto uno, que escapó con su barco. Ellos mataron a los otros ocho, y luego volvió a la capa, y miró a su alrededor, y vio algunas alturas en el interior de la ría, y se supone que se trataba de viviendas.
Los vikingos llamaban a los nativos Inuit, skrælings  (nórdico antiguo groenlandés: Skrælingar), que regresaron en gran número y atacaron al contingente de Thorvaldr. Durante este ataque Thorvaldr recibe una herida mortal y acaba siendo enterrado en Vinland. Su tripulación regresó a Groenlandia.
Otra cita que ponen en boca de Thorvald es:

Esta es una tierra abundante que nosotros hemos encontrado; hay mucha grasa alrededor de mi vientre. Hemos encontrado una tierra de recursos, aunque difícilmente disfrutaremos la mayoría de ellos.